# 永兴傈僳族乡
永兴傈僳族乡是中华人民共和国云南省丽江市华坪县下辖的一个民族乡。

## 行政区划
永兴傈僳族乡下辖以下村级行政区划单位：
永兴村、习好村、安科村、基度村、坝山村、思木村和马鹿村。

## 历史
清朝嘉庆年间，此地名叫“阿比里”（老街）。光绪十九年（1893年），谷老四率领农民起义，老街被烧毁，后由郭永兴在大谷田村修建新街，人们就用郭永兴的名字命名新街“永兴”。
民国初期，此地属北区。1931年（民国20年），此地属第六区。1937年（民国26年），玉鹿乡建立。
1950年，此地属第五区。1961年，永兴人民公社和华荣人民公社建立，后来华荣人民公社合并入永兴人民公社。1983年，永兴区建立。1988年，永兴傈僳族乡、船房傈僳族傣族乡分离设立。

## 地理
永兴傈僳族乡位于华坪县西北部，东和四川省盐边县交界，南和中心镇、船房傈僳族傣族乡毗邻，西和宁蒗彝族自治县战河镇相连，北和宁蒗彝族自治县跑马坪乡、蝉战河乡接壤。

## 经济
永兴傈僳族乡主要粮食作物有水稻、玉米、小麦、蚕豆和薯类，经济作物主要是烟叶、茶叶、花椒、竹子、青刺果、核桃、板栗、姜等。当地主要矿产资源是煤。

## 人口
2017年，永兴傈僳族乡人口12844人，主要少数民族是傈僳族。

## 旅游景点
永兴瀑布是当地旅游景点，在思木村。
龙山庙坐落在玉灵山，1925年至1932年修建，是当地宗教场所。

## 交通
永兴傈僳族乡主要公路是乡镇公路华永线。